# Lolozasai
Lolozasai is een bestuurslaag in het regentschap Nias van de provincie Noord-Sumatra, Indonesië. Lolozasai telt 965 inwoners (volkstelling 2010).